# Planificación familiar natural
La planificación familiar natural (también conocidos como métodos naturales anticonceptivos) son métodos para evitar el embarazo que se basan en abstenerse de tener relaciones sexuales con penetración durante el periodo fértil del ciclo menstrual. Estos métodos están pensados para parejas estables, y necesitan la participación de ambos miembros de la pareja.
Estos métodos deben ser complementados por algún método no natural si lo que se desea es evitar el contagio de enfermedades de transmisión sexual. Por otro lado, si se emplean métodos anticonceptivos no naturales durante los días fértiles, no se trataría de planificación familiar natural sino planificación familiar mixta.

## Aceptación en las religiones
Los métodos naturales de planificación familiar son ampliamente aceptados por algunas religiones y grupos socialconservadores de tendencia religiosa, como los recomendados por la Iglesia católica y por otras instituciones religiosas ya que:
- son los únicos basados en la fisiología del cuerpo (por eso son llamados naturales)
- no introducen objetos extraños (como el condón o el diafragma)
- no alteran los procesos biológicos (como la píldora anticonceptiva)
- no están cuestionados por los movimientos contra el aborto (como la píldora del día después)
- Son promovidos como actividad sexual únicamente dentro del matrimonio, considerándolo de este modo una práctica de sexo seguro dentro de una relación monogámica que no se puede resolver en la vida cotidiana de los métodos de Barrera

## Métodos de planificación natural

### Método Ogino-Knaus, método de ritmo o método de calendario
Consiste en contar los días del ciclo menstrual para evitar (o en algunos casos lograr) que se produzca un embarazo. Es el menos eficaz de los métodos de planificación natural y no debería ser utilizado para evitar un embarazo si existe cualquier otra opción posible.
Primero se establece y la periodicidad de la menstruación, esto es, el tiempo que existe entre una menstruación y otra. Tiene mayor efectividad cuando se tienen periodos regulares.
Para encontrar y conocer la cantidad de días de la fase infértil preovulatoria, se resta 19 al número de días del ciclo más corto ( 28-19= 9, en las mujeres regulares); el resultado dirá el último día del periodo preovulatorio, es decir que luego de este comienza la etapa fértil o de ovulación. Para encontrar el inicio de la fase infértil postovulatoria se resta 10 al número de días del ciclo más largo.
Por ejemplo, para una mujer cuyo ciclo menstrual se extiende entre 29 y 35 días, se estima que es infértil los primeros 10 días de su ciclo (29 – 19 = 10), es fértil entre los días 11 y 24, y vuelve a ser infértil el día 25 (35 – 10 = 25).
Tiene un nivel de fallo anual del 25%, pero si se utiliza de manera adecuada se puede reducir hasta al 9%. Posee una efectividad del 64%. Esta tasa de fallo es similar a la del condón que para un uso típico rondaría el 15%.

### Temperatura basal
La fertilidad viene determinada por cambios en la «temperatura basal corporal» (temperatura del cuerpo en reposo y al despertar). El método consiste en recoger en tablas la temperatura corporal a lo largo del ciclo menstrual. De este modo, se advierte el pico de temperatura producido por la ovulación, pues desciende ligeramente la temperatura y aumenta uno o dos días después. Para evitar un embarazo, la pareja debe evitar tener relaciones desde la menstruación hasta tres días después del aumento de la temperatura.
La temperatura se ha de tomar todos los días, durante 5 minutos, vía sublingual, vaginal o rectal (para una mayor precisión debe utilizarse de la misma manera durante todo el ciclo). Durante la ovulación se producirá un aumento de casi un grado. Hay varios factores que pueden alterar su medición exacta. Lo más efectivo es combinar este método con el método de Billings.
Si se utiliza de manera perfecta, su nivel de fallo anual es del 0,3%.[cita requerida] En cambio con uso típico (normal) el nivel de fallo es del 3,1% (1 de cada 32 mujeres quedará embarazada). Esta tasa de fallo es inferior a la del condón que para un uso típico rondaría el 15%.

### Método Billingso del fluido cervical
Es la observación de los cambios del moco cervical. El flujo de la mujer no siempre es igual, sino que cambia en cantidad y consistencia en el transcurso del ciclo, volviéndose más abundante, líquido, transparente e hialino (filamentoso) en los días próximos a la ovulación, por lo que la pareja debe de evitar tener relaciones cuando estas características se presenten.
Este método requiere de capacitación previa y de un cuidado constante. Puede resultar muy impráctico. Además tiene el problema de que el moco cervical se altera cuando existe algún tipo de infección o enfermedad sexual.
Si se utiliza de manera perfecta, su nivel de fallo anual es del 0,9%. En cambio con el uso típico (normal), su nivel de fallo anual varía del 1 al 25%. Esta tasa de fallo es similar a la del condón que para un uso típico rondaría el 15%.

### Método sintotérmico
El método sintotérmico es una combinación de los métodos del moco cervical y la temperatura basal. La mujer tiene que tomar su temperatura todos los días y guardar un registro de los cambios en su fluido cervical para determinar los días en los que existe posibilidad de quedar embarazada. Estas observaciones pueden complementarse con la observación de la posición del cuello uterino a lo largo del ciclo.
Existen dos principales variables en relación con el método sintotérmico. La primera se deriva de las reglas Sensiplan, método alemán caracterizado por ser el más seguro dentro de los métodos de planificación natural al gozar de un 99,6 % de efectividad cuando la mujer se abstuvo durante su periodo fértil. Esta efectividad es similar a la de la pastilla anticonceptiva en uso perfecto.
La segunda variable es la empleada por Toni Weschler en su libro Taking Charge of your Fertility que logra una eficacia del 98 % en uso perfecto, similar a la del condón. Este método tiene una eficacia menor a las reglas alemanas comoquiera que considera menos días como infértiles.

### Otros métodos
- Cuentas de ciclo (abalorio de conteo de días fértiles, para mujeres con ciclos de 26 a 32 días).
- Método de dos días, una versión simplificada del método Billings.
- método de la posición cervical, no recomendado y poco mencionado por ser evasivo y no totalmente comprobado.[9]
- Método estándar de los días, parecido al método Ogino-Knaus.
- Modelo Creighton de fertilidad, parecido al método Billings. Para determinar los días fértiles e infértiles de la mujer se vale también del moco cervical, así como de muestras de sangre. Si se utiliza de manera perfecta tiene un 0,5% de fallo anual.
- Monitores de fertilidad, basados en la toma de muestras de orina y la medición de la cantidad de hormonas.
- Amenorrea lactacional, especialmente efectivo durante los primeros seis meses después de un parto.[10]